# 33456 Ericacurran
33456 Ericacurran este o planetă minoră (asteroid), cu un diametru de 3,327 km, din centura de asteroizi. A fost descoperită pe 19 martie 1999 la Experimental Test Site⁠(d) de Lincoln Near-Earth Asteroid Research. 
Obiectul prezintă o orbită caracterizată de o semiaxă mare de 2,2797973 UAi, o excentricitate de 0,13, o înclinație de 5,21779 ° în raport cu ecliptica.